# Luigi Turci
Luigi Turci (ur. 27 stycznia 1970 w Cremonie) – włoski piłkarz występujący na pozycji bramkarza.

## Życiorys
Był juniorem Cremonese. Seniorską karierę rozpoczynał w 1990 roku w Treviso, występującym ówcześnie w Serie C2. W sezonie 1991/1992 grał w Alessandrii, po czym wrócił do Cremonese, zostając zawodnikiem podstawowego składu. W 1993 roku awansował wraz z klubem do Serie A. W najwyższej klasie rozgrywkowej Włoch zadebiutował 29 sierpnia 1993 roku w przegranym 0:1 spotkaniu z Juventusem. W 1996 roku Turci przeszedł do Udinese, gdzie również był podstawowym bramkarzem i do 2002 roku rozegrał 170 ligowych spotkań. Ponadto w 2000 roku wygrał Puchar Intertoto. W 2002 roku został zawodnikiem Sampdorii. W sezonie 2002/2003 był podstawowym zawodnikiem drużyny, która awansowała do Serie A, jednak po przyjściu Francesco Antoniolego został rezerwowym. W 2005 roku zasilił skład Ceseny. Piłkarską karierę zakończył dwa lata później.
Po zakończeniu kariery zawodniczej podjął pracę jako trener bramkarzy. Funkcję tę pełnił w Portosummadze (2009–2010), Padovie (2010–2011), Pordenone (2012–2013), Triestinie (2013–2014) i Cremonese (2014–2016). W pierwszej połowie 2017 roku był dyrektorem ds. rozwoju sportowego w Udinese. Następnie, do 2019 roku, pełnił funkcję trenera bramkarzy w Sampdorii. W czerwcu 2019 roku został trenerem bramkarzy Milanu.

## Statystyki ligowe
| Sezon     | Klub                  | Liga     | Mecze | Gole |
| --------- | --------------------- | -------- | ----- | ---- |
| 1990/1991 | AC Treviso            | Serie C2 | 33    | 0    |
| 1991/1992 | US Alessandria Calcio | Serie C1 | 34    | 0    |
| 1992/1993 | US Cremonese          | Serie B  | 38    | 0    |
| 1993/1994 | US Cremonese          | Serie A  | 33    | 0    |
| 1994/1995 | US Cremonese          | Serie A  | 34    | 0    |
| 1995/1996 | US Cremonese          | Serie A  | 29    | 0    |
| 1996/1997 | Udinese Calcio        | Serie A  | 20    | 0    |
| 1997/1998 | Udinese Calcio        | Serie A  | 32    | 0    |
| 1998/1999 | Udinese Calcio        | Serie A  | 33    | 0    |
| 1999/2000 | Udinese Calcio        | Serie A  | 28    | 0    |
| 2000/2001 | Udinese Calcio        | Serie A  | 31    | 0    |
| 2001/2002 | Udinese Calcio        | Serie A  | 26    | 0    |
| 2002/2003 | UC Sampdoria          | Serie B  | 33    | 0    |
| 2003/2004 | UC Sampdoria          | Serie A  | 3     | 0    |
| 2004/2005 | UC Sampdoria          | Serie A  | 2     | 0    |
| 2005/2006 | AC Cesena             | Serie B  | 41    | 0    |
| 2006/2007 | AC Cesena             | Serie B  | 21    | 0    |